# 爽歪歪 (手勢)

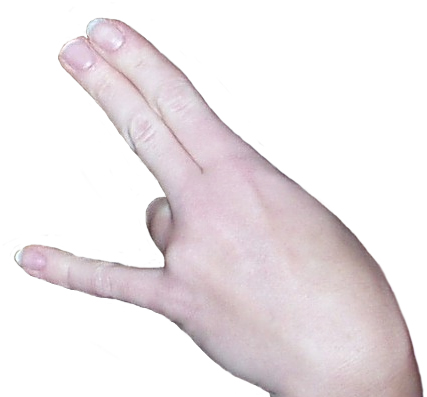
爽歪歪的手勢

爽歪歪（Shocker）是一個粗俗和具有性含義的手勢，通俗的說法是「兩隻在蜜穴，一隻在菊花」。 無名指和拇指彎曲或向下折起，食指和中指伸直併在一起，小指同樣伸直，手背朝外。這個手勢代表食指和中指插入陰道，小指插入肛門的指交行為。